# Точки 45×90

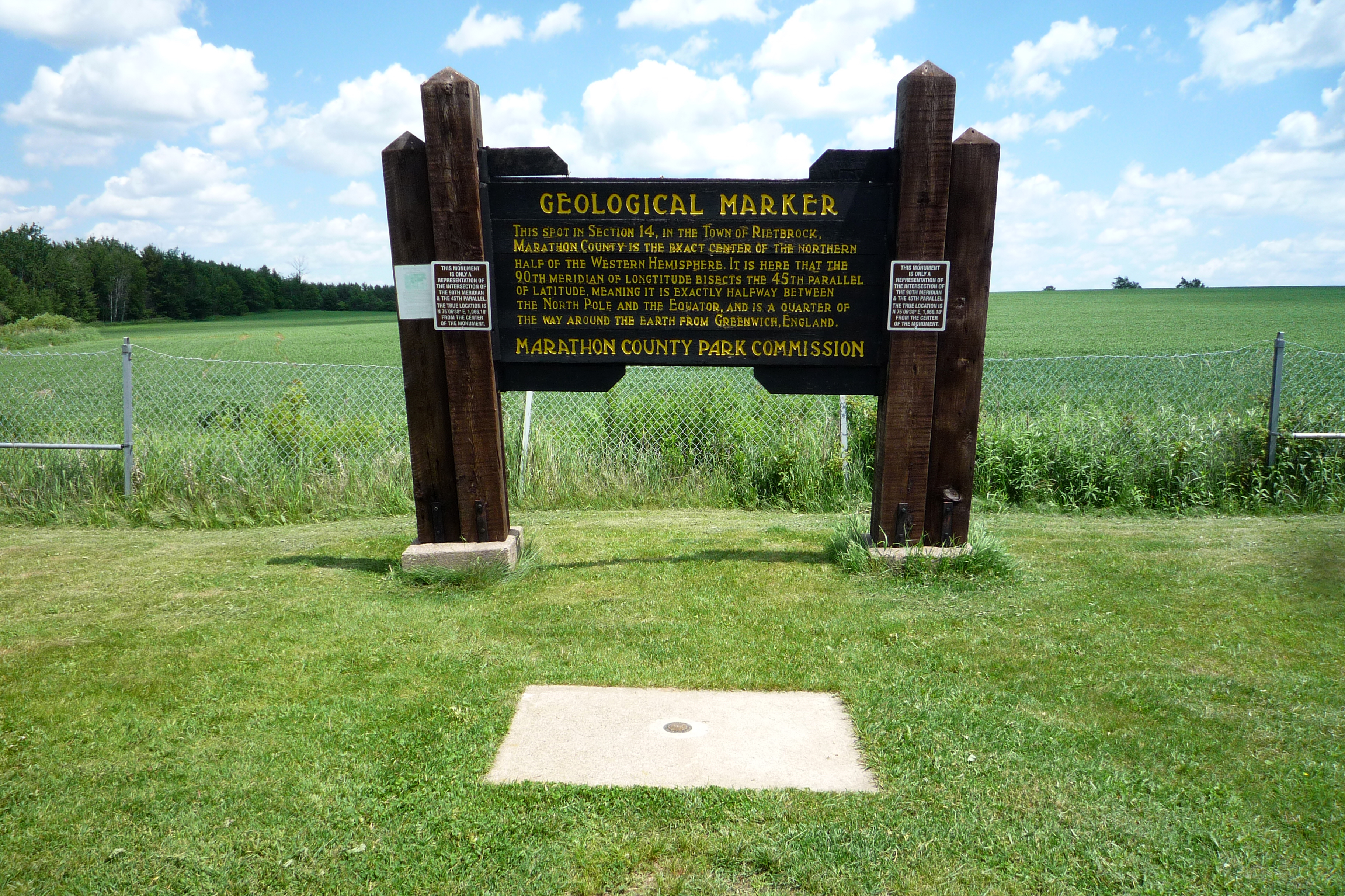
Памятный знак в Понятовском («северо-западная» точка). На самом деле пересечение координат находится в 324 метрах за знаком, в поле.

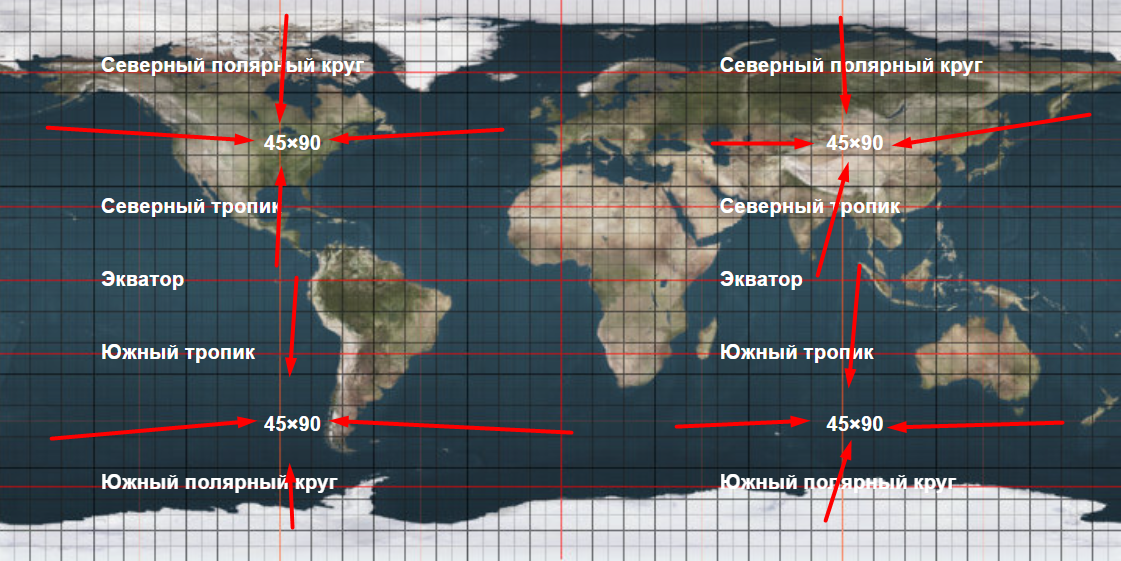
Точки 45х90 на карте мира.

Точки 45×90 — четыре точки на поверхности Земли, каждая из которых равноудалена (в угловой мере) от  Гринвичского меридиана и 180-го меридиана, от экватора и полюса (две — от Северного, другие две — от Южного), пересечение 45-х параллелей и 90-х меридианов.
Координаты:
- 45° с. ш. 90° з. д.HGЯO — «северо-западная» точка: Северная Америка, США, штат Висконсин, округ Марафон, городок Ритброк[англ.], невключённая территория Понятовский. Высота 410 метров над уровнем моря[1].
- 45° с. ш. 90° в. д.HGЯO — «северо-восточная» точка: Азия, Китай, Синьцзян-Уйгурский автономный район. Высота 1009 метров над уровнем моря[1].
- 45° ю. ш. 90° з. д.HGЯO — «юго-западная» точка: Тихий океан. Глубина 4185 метров[1].
- 45° ю. ш. 90° в. д.HGЯO — «юго-восточная» точка: Индийский океан. Глубина 3197 метров[1].

«Северо-западная» точка наиболее часто посещаема туристами. В начале 1970-х годов в Понятовском местный житель Ян Жесицкий, владелец магазина и бара, обратился в Геологическую службу США с просьбой установить памятный знак в точке пересечения координат. С развитием GPS-устройств выяснилось, что на самом деле эта точка находится в 324 метрах от знака, в поле, а конструкцию установили в неточном месте, около дороги, для привлечения туристов. В баре Gesicki’s можно было вступить в «Клуб 45х90», зарегистрировавшись в специальной гостевой книге, купить памятную футболку, открытки, наклейки на бампер. В 1995 году Ян скончался, в 2003 году умерла и его жена, и бар закрылся. После закрытия бара эту гостевую книгу переместили в Wausau/Central Wisconsin Visitors Center, новоиспечённым членам клуба вручают памятную монету.
В 1986 году Лу и Питер Берриманы представили свою песню Poniatowski, в которой пели о городе и о его достопримечательности.
«Северо-восточная» точка расположена в пустыне Дзосотын-Элисун Синьцзян-Уйгурского автономного района Китайской Народной Республики, недалеко от границы с Монголией. 13 апреля 2004 года эту точку посетили американец Грег Майклс (Greg Michaels) и китаец Жу Жунчжао (Ru Rong Zhao), таксист из ближайшего города Цитай, которые убедились, что никакими специальными памятными знаками эта точка на поверхности Земли не отмечена.
Оставшиеся две точки 45×90 расположены в юго-восточной части Тихого океана и в южной части Индийского.